# Живец

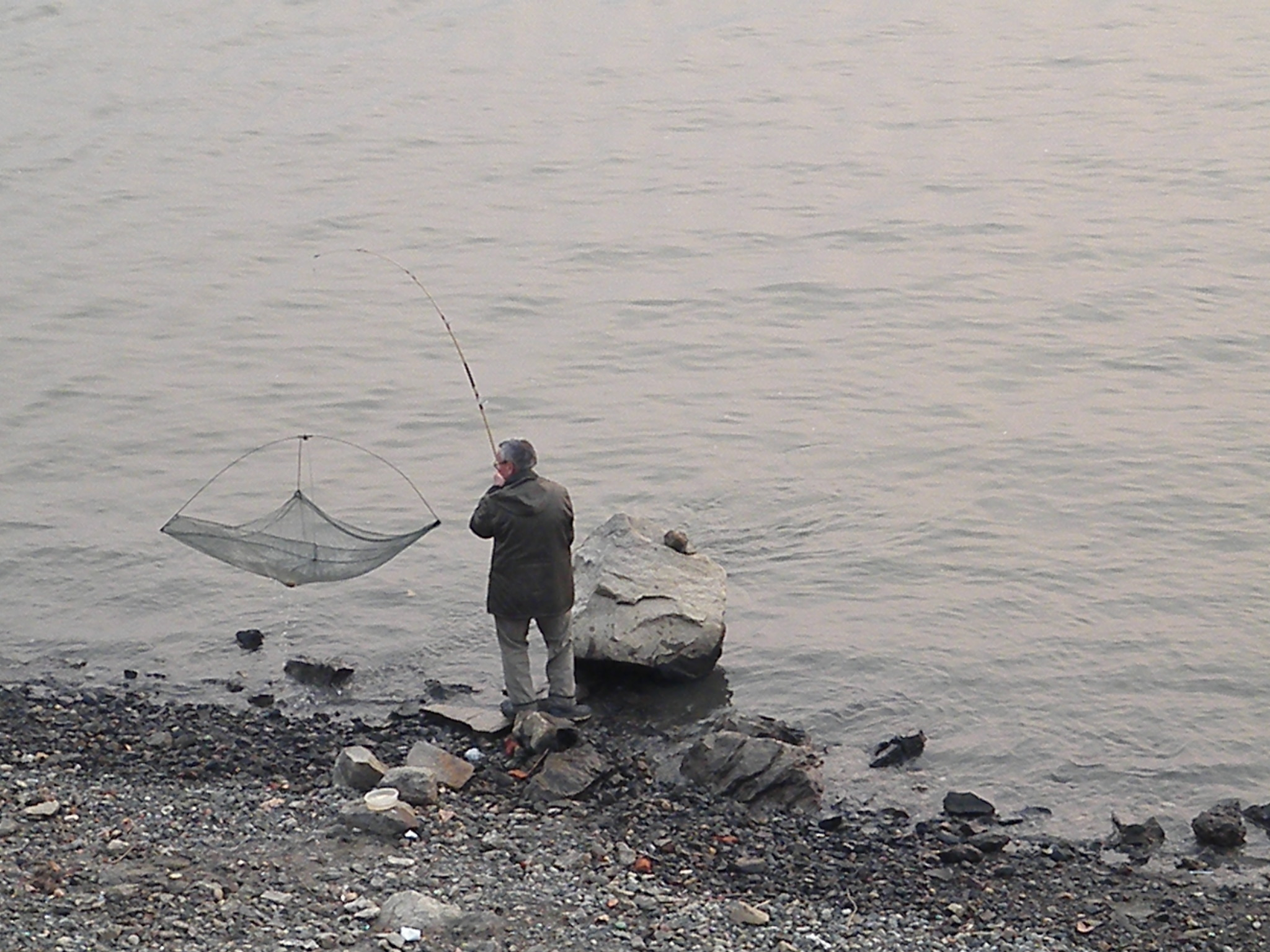
Ловля живца на подъёмку

Живе́ц (или животь, ср. лит. Žuvys: «рыба») — мелкая живая рыба, используемая для насадки на рыболовные крючки в качестве наживки для ловли хищной рыбы, например, при ловле щук жерлицами.
Мелкий живец или малёк может также применяться при ловле крупной нехищной рыбы, в частности — карпа.
При насадке крючок зацепляется за ноздрю живца, а также за спину, около спинного плавника, или протыкается через рот и выводится через жабры или через задний проход, иногда живец пришивается к крючку нитками. При правильной и умелой насадке живец может прожить на крючке до трёх суток.
В ЭСБЕ утверждается, что амурский чебачок — бойкая и живучая рыбка — является одной из лучших для использования в качестве живца.